# آلسا رایس
آلسا رایس (به انگلیسی: Alessa Ries) (زادهٔ ۱۹۸۱) شناگر اهل آلمان است.